# Mittelreidenbach

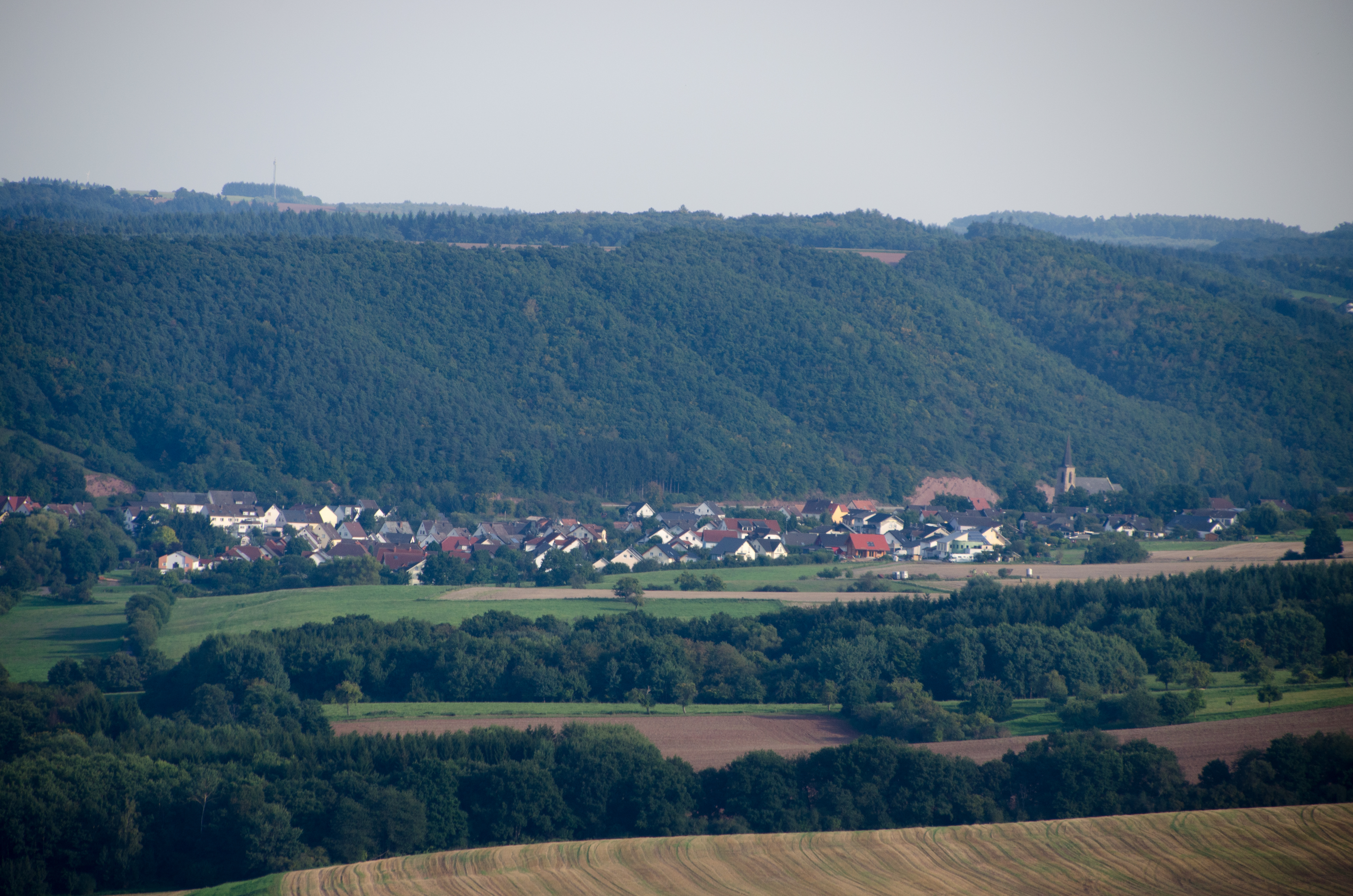
Mittelreidenbach

Mittelreidenbach ist eine Ortsgemeinde im Landkreis Birkenfeld in Rheinland-Pfalz. Sie gehört der Verbandsgemeinde Herrstein-Rhaunen an.

## Geographie
Der Ort liegt im Reidenbachtal südöstlich der Nahe. Im Westen befindet sich Idar-Oberstein.

## Geschichte
Mittelreidenbach wurde 1367 erstmals urkundlich erwähnt. Mittelreidenbach gehörte bis zum Ende des 18. Jahrhunderts zur Reichsherrschaft Oberstein und war Sitz einer Schultheißerei.
Im Jahr 1794 wurde das Linke Rheinufer von französischen Revolutionstruppen eingenommen. Von 1798 bis 1814 gehörte Mittelreidenbach zum Kanton Grumbach im Saardepartement. Aufgrund der auf dem Wiener Kongress (1815) getroffenen Vereinbarungen kam die Region 1816 zum sachsen-coburgischen Fürstentum Lichtenberg, dem es bis 1834 angehörte. Die Gemeinde Mittelreidenbach  gehörte zunächst zur Bürgermeisterei Schmidthachenbach, von 1823 an zur Bürgermeisterei Sien. Nach dem Verkauf an Preußen und der Auflösung des Fürstentums Lichtenberg kam Mittelreidenbach zum neu errichteten Kreis St. Wendel in der Rheinprovinz. Seit 1937 gehört Mittelreidenbach zum Landkreis Birkenfeld und ist seit 1946 Teil des Landes Rheinland-Pfalz.
Zum 1. Januar 1994 wurde ein Teil des früheren Gutsbezirks Baumholder – etwa die frühere Ortslage der 1937 aufgelösten Gemeinde Zaubach – in die Ortsgemeinde Mittelreidenbach umgegliedert.
Bevölkerungsentwicklung
Die Entwicklung der Einwohnerzahl von Mittelreidenbach, die Werte von 1871 bis 1987 beruhen auf Volkszählungen:
| Jahr | Einwohner |
| 1815 | 204       |
| 1835 | 284       |
| 1871 | 328       |
| 1905 | 423       |
| 1939 | 533       |
| 1950 | 536       |

| Jahr | Einwohner |
| 1961 | 643       |
| 1970 | 699       |
| 1987 | 726       |
| 1997 | 835       |
| 2005 | 786       |
| 2023 | 742       |

## Politik

### Gemeinderat
Der Gemeinderat in Mittelreidenbach besteht aus zwölf Ratsmitgliedern, die bei der Kommunalwahl am 9. Juni 2024 in einer Mehrheitswahl gewählt wurden, und dem ehrenamtlichen Ortsbürgermeister als Vorsitzendem.

### Bürgermeister
Markus Stein (parteilos) wurde am 16. Juli 2024 neuer Ortsbürgermeister von Mittelreidenbach und löste somit Heidi Schappert, die nicht mehr kandidierte, ab. Bei der Direktwahl am 09. Juni 2019 war er mit einem Stimmenanteil von 65,9 % für fünf Jahre gewählt worden. Sein Konkurrent Patrick Merscher (CDU) erhielt 34,1 % der Stimmen. Die Wahlbeteiligung lag bei 74,1 %.
Steins Vorgängerin Heidi Schappert (CDU) hatte am 4. Juli 2019 das Amt erneut übernommen, nachdem sie es bereits von 1984 bis 2004 ausgeübt hatte. In der Zwischenzeit waren von 2004 bis zu seinem Rücktritt aus beruflichen Gründen im Jahr 2011 Peter Ballat (CDU), dann Reimund Steitz (SPD), der sich bei der Wahl 2019 nicht gegen Schappert behaupten konnte, Ortsbürgermeister der Gemeinde.

## Wirtschaft und Infrastruktur
Im Osten verläuft die Bundesstraße 270. In Fischbach ist ein Bahnhof der Bahnstrecke Bingen–Saarbrücken.

## Persönlichkeiten
- August Müller-Lamberty (* 19. September 1891 in Mittelreidenbach; † 12. August 1989 in Bottrop), Maler